# Cyphon punctipennis
Cyphon punctipennis är en skalbaggsart som beskrevs av Sharp 1873. Cyphon punctipennis ingår i släktet Cyphon, och familjen mjukbaggar. Arten är reproducerande i Sverige.